# Kwäday Dän Ts'ìnchi
Kwäday Dän Ts'ìnchi (/kwəˈtaɪ tʌnt ˈsɪntʃi/), ou Homem do Gelo Canadense, é um corpo naturalmente mumificado  encontrado no Parque Tatshenshini-Alsek, na Colúmbia Britânica, Canadá, por um grupo de caçadores em 1999. Kwäday Dän Tsʼìnchi significa "pessoa encontrada há muito tempo" em Tutchone do sul e é pronunciado[kʷʰətaj tən t͡sʼìnt͡ʃʰi] nesse idioma. A datação por radiocarbono de artefatos encontrados com o corpo colocou a idade do corpo entre 300 e 550 anos. A descoberta foi comparável em condição e valor científico a Ötzi, o Homem de Gelo, continua datando de 3300 a.C. que foram encontrados nos Alpes Ötztal em 1991.
O teste de DNA de mais de 240 voluntários das Primeiras Nações locais de Champagne e Aishihik revelou 17 pessoas que são relacionadas ao homem de gelo por meio de sua linha materna direta. Eles estavam entusiasmados por terem suas conexões profundas com a área confirmadas.

## Descoberta
Três caçadores, Bill Hanlon, Warren Ward e Mike Roch, descobriram um número de artefactos e de um corpo humano de uma fusão glaciar enquanto caçavam perto da fronteira de Yukon, em 22 de julho de 1999 (60° N, 138° O). Os caçadores estavam caminhando ao longo de uma geleira, acima da linha das árvores, e notaram alguns pedaços de madeira, que eles acharam incomuns devido à sua localização. Eles examinaram a madeira e notaram entalhes e entalhes, possivelmente indicando que a madeira formava a estrutura de uma mochila. Procurando com binóculos, Ward descobriu o corpo no gelo. Em 16 de agosto, o grupo relatou sua descoberta à equipe do departamento de arqueologia de Yukon e entregou uma série de artefatos coletados no local.
Antes de fazer um anúncio público, os arqueólogos notificaram representantes das Primeiras Nações de Champagne e Aishihik, cujo território histórico é na mesma localização. Eles visitaram o local e decidiram nomear a pessoa Kwäday Dän Tsʼìnchi, que significa pessoa encontrada há muito tempo. Uma equipe de arqueólogos foi montada para avaliar a descoberta, e as Primeiras Nações foram posteriormente consultadas sobre o projeto. Eles apoiaram a realização de estudos científicos, incluindo análise de DNA.

## Descrição
Os restos mortais foram desmembrados após a morte, provavelmente por deslocamento do gelo devido à rachadura térmica e afundamento ao longo da borda da geleira. A primeira parte encontrada foi o torso, com o braço esquerdo e a mão mumificada ainda presos. A parte inferior do corpo foi encontrada a poucos metros de distância, com as coxas e os músculos ainda presos. A cabeça estava faltando, assim como o braço direito e a perna direita, embora seu cabelo, preso a alguns restos do couro cabeludo, e alguns ossos pequenos da mão direita e do pé fossem recuperados. Os tecidos moles estavam presentes principalmente no tronco e nas coxas. O torso era de particular interesse, pois o conteúdo gástrico podia ser analisado para fornecer pistas sobre os dias que antecederam a morte do homem. O crânio foi localizado em 2003, mas não foi removido do local para estudo.
Kwäday Dän Tsʼìnchi representa os vestígios humanos bem preservados mais antigos da América do Norte. O jovem foi estimado em aproximadamente 18–19 anos na época de sua morte. A causa da morte é desconhecida, mas parece não haver nenhum sinal de lesão grave e a hipotermia é uma possibilidade. Ele morreu perto do início da Pequena Idade do Gelo. Um exame da comida no trato digestivo de Kwäday Dän Tsʼìnchi revela que ele viajou uma distância de cerca de 100 km nos três dias anteriores à sua morte, desde a zona costeira até às altitudes mais elevadas onde foi encontrado. Com base no pólen encontrado no conteúdo de seu cólon, ele estava viajando no verão.
Kwäday Dän Tsʼìnchi foi encontrado com uma série de artefatos, incluindo um manto feito de 95 peles do esquilo terrestre ártico local (comumente chamado de "gophers"), subespécies Spermophilus parryii plesius costurado junto com um tendão, um Tlingit zauk-kaht (chapéu de raiz) de raiz de abeto (provavelmente abeto Sitka), uma bolsa ou pequeno saco de pele de castor contendo uma massa de líquen, musgos e folhas, varas de arpão / bengalas,  bengalas para carregar salmão, um curvado, vara enganchado possivelmente usado para definir armadilhas para marmotas de captura, um "pau esculpido e pintado" de propósito desconhecido, uma faca de ferro-laminado com correspondência gopher pele bainha, e um atlatl e dardo. O uso de peles de gopher para itens domésticos comuns, mantos e cobertores tinha sido importante no passado, mas a descoberta de Kwäday Dän Tsʼìnchi ajudou a reviver o interesse entre as pessoas de Champagne e Aishihik em ensinar e transmitir as habilidades envolvidas na colheita de animais para a preparação e costura de peles.  A descoberta também inspirou oficinas de tecelagem nas comunidades Klukwan e Yukon para o ensino da tecelagem de raízes de abeto.
Estudos de tecidos revelaram que sua dieta de longo prazo consistia principalmente de crustáceos e salmão, indicando que ele era originário de uma das comunidades próximas à costa do Oceano Pacífico; no entanto, amostras de cabelo indicaram que sua dieta durante os dois meses antes de sua morte tinha sido mais fortemente baseada em carne do que o normal, sugerindo que ele havia passado algum tempo no interior. Seu conteúdo estomacal incluía espargos de praia e ele carregava salmão e marisco com ele, sugerindo que ele tinha voltado para a costa novamente e estava viajando de volta para o interior do rio Tatshenshini no momento de sua morte.
As tribos permitiram que amostras fossem coletadas para estudo, incluindo DNA para estudo. Eles decidiram que seus restos mortais fossem cremados e espalhados pela área onde ele foi descoberto. Os clãs locais estão considerando um potlatch memorial para homenagear o homem antigo.

## Testes de DNA
Em 2000, testes de DNA mitocondrial de 241 voluntários da área das Primeiras Nações de Champagne e Aishihik revelaram 17 pessoas vivas que são aparentadas com Kwäday Dän Tsʼìnchi por meio de sua linha materna direta. Entre elas estavam Sheila Clark e Pearl Callaghan, duas de sete irmãs. Clark disse ter descoberto que eles eram parentes de Long Ago Man: "Foi extremamente comovente. Eu não pude acreditar". Quinze dos 17 indivíduos se identificam como clã Wolf, sugerindo que o homem também pode ter pertencido ao clã Wolf. Em seu sistema de parentesco matrilinear, os filhos são considerados nascidos no clã de sua mãe. Os indivíduos foram divididos aproximadamente ao meio entre aqueles que viviam em áreas costeiras e aqueles que viviam no interior, refletindo territórios históricos de bandos.
Uma sequência parcial de DNA mitocondrial de Kwäday Dän Tsʼìnchi, contendo informações sobre a região hipervariável HVR2, bases 1 a 360, está disponível no banco de dados de sequenciamento do genoma do National Center for Biotechnology Information, GenBank, com o número de acesso AF502945.

## Conferência
A descoberta e os estudos geraram grande interesse em Kwäday Dän Tsʼìnchi. Em junho de 2005, as descobertas foram discutidas em uma conferência científica sobre Mudança Rápida da Paisagem no Yukon College.